# Мастер-палач
«Мастер-палач» (чеш. Majster kat) — чехословацкий художественный фильм, снятый в 1966 году режиссёром Пальо Биеликом на словацкой киностудии Koliba.
Премьера фильма состоялась 5 августа 1966 года. Фильм был дублирован на киностудии «Мосфильм» в 1967 году. Количество зрителей в СССР составило 16 600 000 человек.

## Сюжет
Действие фильма происходит в воображаемом центральноевропейском городе, оккупированном турками-османами. Показана драматическая история острого соперничества и вражды двух бывших лучших друзей рыбака Ричарда и «последнего палача Братиславы» Эмиля. Это гордые и дерзкие люди, в их венах течет кровь легендарного словацкого разбойника Яношика. Им присуще бунтарство, проявляющееся ежедневно во времена турецкого порабощения. Соперники любят одну девушку Милицу, чуть было не попавшую в гарем, которая вынуждена выбирать между парнями. Большая любовь, ревность, зависть и измена переплетаются в этом фильме и приведут к печальным событиям. Но и по прошествии многих лет ненависть бывших друзей будет настолько велика, что и через годы она коснётся их детей..

## В ролях
- Штефан Квиетик — Ричард, рыбак (дубляж — Владимир Дружников)
- Эмилия Вашариова — Агайка (дубляж — Таисия Литвиненко)
- Ольга Адамчикова — Катрина (дубляж — Нина Зорская)
- Владо Мюллер — Эмиль Тарго, палач (дубляж — Николай Граббе)
- Петер Дебнар — Эмилко (дубляж — Владимир Ферапонтов)
- Иозеф Будский — священник (дубляж — Геннадий Юдин)
- Зузана Ярябкова — Милица (дубляж — Антонина Кончакова)
- Франтишек Дибарбора — Тули-Бей
- Ондрей Ярьябек — Финдо
- Ян Крамар — Старый Рихтар
- Иван Кривосудский — Габриэль
- Йозеф Адамович — Буран
- Самуэль Адамчик — Старик
- Эдуард Биндас — Али-паша (дубляж — Артём Карапетян)
- Славо Заградник
- Юлиус Вашек
- Даниель Микаэлли — Байракдар (дубляж — Юрий Саранцев)
- Стефан Янчи — местный пан
- Штефан Винклер
- Фердинанд Лехотски